# Sphaeromias eugenei
Sphaeromias eugenei är en tvåvingeart som beskrevs av Meillon och Wirth 1987. Sphaeromias eugenei ingår i släktet Sphaeromias och familjen svidknott.
Artens utbredningsområde är Zimbabwe. Inga underarter finns listade i Catalogue of Life.